# 伊倉ゆう
伊倉 ゆう（いくら ゆう、1985年（昭和60年）9月4日 - ）は、愛知県名古屋市中川区出身のお笑いタレント。俳優、作家、演出家の経験もある。
名古屋市の芸能事務所「株式会社どっかんプロ」所属。

## 来歴
名古屋市立野田小学校、名古屋市立供米田中学校、愛知県立千種高等学校卒業。南山大学人文学部人類文化学科中退。
高校在学中に名古屋の劇団に入団し、演劇を始める。
2008年、劇団「チェルシイとバニーガール」を立ち上げ、主宰および作・演出を担当する。また、2008年4月15日からは名古屋のお笑い事務所どっかんプロの定期ライブに参加を始め、芸人活動を開始する。
2010年9月17日、どっかんプロに所属。コンビ活動を経て、現在ピン芸人として活動中。
「オードリーさん、ぜひ会ってほしい人がいるんです。」（中京テレビ）では、準レギュラーとして位置づけられ、レジェンドぜひらーとして主に尻芸を披露している。
サウナ好きが高じて2022年12月より熱波師としての活動も始める。現在は湯〜とぴあ宝、四日市温泉おふろcafé湯守座などをメインに活動中。

## 人物・エピソード
- 趣味は飲食店めぐり、サウナ・銭湯巡り、ブログ、グルメ漫画収集、世界史、音楽フェスに行く、尻芸[1]。
- サウナ・スパ健康アドバイザー、熱波師検定Bの資格を持っている[1]。
- 鼻が高く大きい。親曰く「顔中鼻だらけ」。
- 「ザキとロバ」（メ～テレ）の「努力モノマネ選手権をやっちゃおう」（2017年9月7日放送分）にて、A.B.C-Zの塚田僚一のモノマネに挑戦した。また、ロックバンド「グッドモーニングアメリカ」のたなしんにも似ており、音楽ライブに観客として行った際よく間違えられていた。しかし、どちらも金髪だった時代のことであり、黒髪となった現在はモノマネをすることは稀である。
- 「タモリ倶楽部」（テレビ朝日）の企画「ローカル芸人グランプリ」にて全国から4組に選ばれ、尻芸を披露した。
- 2010年（平成22年）9月、自劇団の演劇公演中、舞台上ではしゃぎ開演5分ほどで両肘を骨折。そのステージ中は痛みに耐え腕がブラブラする中、足で小道具を扱いなんとか乗り切った。

## 出演

### テレビ番組

#### 準レギュラー・不定期出演
- オードリーさん、ぜひ会ってほしい人がいるんです。（中京テレビ）[1]

#### 過去の出演番組
- OBANCHii おばんちぃ（三重テレビ）[1]
- 東海北陸フレッシュ便「さらさらサラダ」（NHK名古屋）[1]
- 土曜コロシアム（テレビ愛知）[1]
- ザキとロバ（メ～テレ）[1]
- サタデープラス（CBCテレビ）[1]
- タモリ俱楽部（テレビ朝日）[1]

など

### ラジオ番組

#### 現在のレギュラー
- 伊倉ゆうの761オシッ！（MID-FM761） / パーソナリティ[2]
- 伊倉ゆうの「今夜もととのいたい!!」（MID-FM761・ミュージックバード） / パーソナリティ
- Pitch HAPPY市場（Pitch FM） / 金曜 まちかどリポーター担当[3]

#### 過去の出演番組
- ウェイウェイズのinfinity!-plus-（MID-FM761） / パーソナリティ[1]
- 刈谷ハイウェイウェイズ（Pitch FM） / パーソナリティ[1]
- 伊倉ゆうのinfinity!-bang!-（MID-FM761） / パーソナリティ[2]

など

### テレビCM
- 木造住宅専門店「善匠」[1]

### 雑誌
- 中川フリモ[1]
- QJ(クイック・ジャパン）149号[1]
- 月刊サウナVol.79